# William Burck
William Burck (1848 a Monnickendam, Països Baixos - 1910 a Leiden, va ser un botànic neerlandès.
Va realitzar expedicions botàniques a Indonèsia i als Països Baixos.

## Honors

### Eponímia
gènere
- (Sapotaceae) Burckella Pierre 1890

Va realitzar més de 230 identificacions i classificacions de noves espècies especialment dins la família sapotàcia.